# Oligomyrmex silvestrii
Oligomyrmex silvestrii är en myrart som först beskrevs av Santschi 1914.  Oligomyrmex silvestrii ingår i släktet Oligomyrmex och familjen myror. Inga underarter finns listade i Catalogue of Life.